# Богатырчук, Фёдор Парфеньевич
Фёдор Парфе́ньевич Богатырчу́к (в эмиграции Fedir Bohatyrchuk, 14 ноября 1892, Киев, Российская империя — 4 сентября 1984, Оттава, Канада) — советский и канадский шахматист, чемпион СССР (1927). Медик, участник украинского и российского коллаборационизма, с 1948 года жил в Канаде.

## Биография
С юности принимал участие в шахматных турнирах. В возрасте 17 лет стал чемпионом Киева, опередив будущего претендента на мировое первенство Ефима Боголюбова. Во Всероссийском турнире 1912 года стал третьим. В том же году поступил на медицинский факультет Киевского университета Святого Владимира. В 1914 году участвовал в побочном (проходившем одновременно с главным турниром, в котором играли знаменитые шахматисты) турнире в Мангейме (Германия), который не был доигран из-за начала Первой мировой войны, был интернирован, вернулся в Россию. В 1917 году окончил университет, получил диплом врача, после чего отправился добровольцем на фронт. Во время гражданской войны работал в госпитале, преподавал анатомию в Киевском институте физкультуры и спорта.
Принимал участие в шести Всесоюзных шахматных чемпионатах: 1923 (3-4 места, получил звание мастера), 1924 (3-4 места), 1927 (разделил 1-2 места с Петром Романовским), 1931 (3-6 места), 1933 (8 место), 1934 (3-4 место). Участвовал без особого успеха в Московских международных турнирах — в турнире 1925 года (11-е место) и в турнире 1935 года (16-17 места). В 1926 году Богатырчук издал первый учебник шахматной игры на украинском языке «Шахи. Підручник гри».
В 1937 году против Богатырчука, в тот момент председателя шахматной федерации Украины, была развязана кампания в прессе. Его обвинили в растрате средств, выделенных на киевский шахматный клуб. Когда Богатырчук обратился в ЦК КП(б)У за разъяснениями, ему, по его собственным словам, заявили следующее:

Знаете, товарищ Богатырчук, и напечатание статьи в газете, и другие проявления недовольства вашей работой явились результатом того, что вашему политическому облику наша общественность больше не доверяет. Возьмем, к примеру, ваш выигрыш у Ботвинника в турнире 1935 года. Мы знаем, что у вас в турнире было плохое положение и что вы знали, какое громадное значение для престижа СССР являлось бы получение Ботвинником единоличного первого приза. И несмотря на это, вы приложили все усилия, чтобы эту партию выиграть.

Как врач Богатырчук занимался рентгенологией костей и суставов, в 1940 году он защитил диссертацию на соискание степени доктора медицинских наук, стал профессором. В довоенный период он имел возможность выезжать за рубеж не только как шахматист, но и как учёный, для участия в международных конференциях.
Во время Великой Отечественной войны под надуманным предлогом (прохождение вымышленного курса прививок от бешенства) избежал эвакуации. Работал в оккупированном немцами Киеве, был заместителем председателя Украинского Красного Креста и его фактическим руководителем (в связи с болезнью председателя). Репрессии немецких войск быстро привели Богатырчука к разочарованию в нацизме. Красный Крест под его руководством открыл сбор средств для военнопленных, что в итоге привело к закрытию Украинского Красного Креста и аресту Богатырчука в гестапо (правда, не имевшему последствий). Другой причиной ареста в гестапо стал тот факт, что Богатырчук скрывал от нацистов свою еврейскую сотрудницу, сестру шахматиста Бориса Ратнера. После месяца в гестапо Богатырчука отпустили.
После этого Богатырчук возглавил Институт экспериментальной медицины. В 1943 году, будучи в командировке в Берлине, познакомился с генералом Власовым.
При приближении советских войск вместе с семьёй эмигрировал в Краков, затем в 1944 году в Прагу. Там он вступил в КОНР (Комитет освобождения народов России), который возглавил Власов. Богатырчук входил в Президиум КОНРа от Украинского национального совета. В то же время продолжал участвовать в шахматных турнирах. Пытался создать при КОНРе «Русский Красный Крест», который, по воспоминаниям С. Фрёлиха, фактически не приступил к работе.
После войны оказался в американской оккупационной зоне, в мае 1945 года обосновался в Байройте. Чтобы избежать репатриации в СССР, назвался выходцем из Западной Украины, то есть бывшим жителем Польской республики. Принимал участие в шахматных турнирах под псевдонимами Богенхольс или Богенко.
В 1946 году выиграл мемориал Клауса Юнге в Регенсбурге, опередив Земгалиса и Унцикера.
В 1948 году эмигрировал в Канаду, стал преподавателем медицинского факультета Университета Оттавы сначала в качестве лектора и затем профессора рентгеновской анатомии. Автор свыше 34 печатных работ, опубликованных в американских, канадских и европейских научных изданиях. Участвовал в чемпионатах Канады (в 1949 — 2-е место, в 1951 — 3-е место). Принимал активное участие в деятельности украинской общины, редактировал издания «Східняк» и «Федераліст-демократ», был председателем Объединения украинских федералистов-демократов США и Канады. Продолжал играть в международных турнирах, за исключением тех, где участвовали советские гроссмейстеры. Играл за команду Канады на шахматной олимпиаде в 1954 году в Амстердаме. В 1954 году стал международным мастером (ФИДЕ не смогла присудить ему звание международного гроссмейстера из-за протеста СССР).
Отойдя от практической игры, начал играть по переписке. В 1967 году Международная шахматная федерация игры по переписке (ICCF) также присвоила ему звание международного мастера (гроссмейстером он не стал в связи с протестом СССР). В 1970 году вышел в отставку с поста профессора Оттавского университета и был награждён университетом персональной пенсией.
Автор воспоминаний «Мой жизненный путь к Власову и Пражскому Манифесту» (изданы на русском языке в Сан-Франциско в 1978).
Был дружен и переписывался с шахматистом-эмигрантом Виктором Корчным.
Как шахматного гиганта характеризовал его Борис Спасский.
Похоронен на кладбище Пайнкрест в Оттаве.

## Интересные факты
- Из пяти партий, сыгранных с Михаилом Ботвинником, Богатырчук выиграл три и две свёл вничью.
- Когда Борис Спасский спросил Ботвинника о Богатырчуке, тот сказал: «Этого человека я бы лично повесил в центре города»[10].
- По мнению его ученика, канадского шахматиста Лоуренса Дея, Богатырчук мог быть прототипом доктора Живаго из одноимённого романа Бориса Пастернака[4].